# Xizangia rigaze
Xizangia rigaze är en spindelart som beskrevs av Song, Zhu och Zhang 2004. Xizangia rigaze ingår i släktet Xizangia och familjen plattbuksspindlar. Inga underarter finns listade i Catalogue of Life.